# لو فيتزجيرالد
لو فيتزجيرالد (بالإنجليزية: Lou Fitzgerald)‏ هو لاعب كرة قاعدة أمريكي، ولد في 25 أغسطس 1920، وتوفي في 27 يناير 2013.